# Campeonato de Escocia de Rugby 1988-89
El Campeonato de Escocia de Rugby (Scotland Division 1) de 1988-89 fue la decimosexta edición del principal torneo de rugby de Escocia.

## Sistema de disputa
El torneo se disputó en formato de todos contra todos en la que cada equipo enfrentó a cada uno de sus rivales.
El equipo que al finalizar el torneo obtuviera mayor cantidad de puntos, se coronó como campeón del torneo, mientras que los dos últimos descendieron directamente a la División 2. 
Puntuación
Para ordenar a los equipos en la tabla de posiciones se los puntuará según los resultados obtenidos.
- 2 puntos por victoria.
- 1 puntos por empate.
- 0 puntos por derrota.

## Clasificación
| Pos. | Equipo                  | Encuentros | Encuentros | Encuentros | Encuentros | Tantos | Tantos | Tantos | Puntos |
| Pos. | Equipo                  | PJ         | PG         | PE         | PP         | F      | C      | Dif    | Puntos |
| ---- | ----------------------- | ---------- | ---------- | ---------- | ---------- | ------ | ------ | ------ | ------ |
| 1.º  | Kelso RFC               | 13         | 10         | 0          | 3          | 357    | 111    | +246   | 20     |
| 2.º  | Boroughmuir RFC         | 13         | 9          | 2          | 2          | 314    | 145    | +169   | 20     |
| 3.º  | Hawick RFC              | 13         | 10         | 0          | 3          | 280    | 119    | +161   | 20     |
| 4.º  | Edinburgh Accies        | 13         | 8          | 2          | 3          | 242    | 127    | +115   | 18     |
| 5.º  | Heriot's FP             | 13         | 9          | 0          | 4          | 301    | 196    | +105   | 18     |
| 6.º  | Jed-Forest              | 13         | 8          | 1          | 4          | 270    | 164    | +106   | 17     |
| 7.º  | Selkirk                 | 13         | 7          | 1          | 5          | 175    | 153    | +22    | 15     |
| 8.º  | West of Scotland        | 13         | 5          | 1          | 7          | 164    | 263    | -99    | 11     |
| 9.º  | Stewart's Melville      | 13         | 5          | 1          | 7          | 168    | 278    | -110   | 11     |
| 10.º | Melrose RFC             | 12         | 5          | 0          | 7          | 208    | 162    | +46    | 10     |
| 11.º | Ayr RFC                 | 13         | 4          | 1          | 8          | 202    | 271    | -69    | 9      |
| 12.º | Glasgow High Kelvinside | 13         | 3          | 1          | 9          | 144    | 258    | -114   | 7      |
| 13.º | Glasgow Academicals     | 12         | 2          | 0          | 10         | 112    | 225    | -113   | 4      |
| 14.º | Watsonians              | 13         | 0          | 0          | 13         | 97     | 520    | -423   | 0      |

|  | Campeón.                    |
|  | Descendido a la División 2. |

| Bandera de Escocia |
| Campeón Kelso RFC  |
| Segundo título     |